# خوذة الألياف الأمريكية
خوذة الألياف الأمريكية (المعروفة أيضا باسم خوذة اللباب الأمريكية وخوذة السفاري والخوذة الاستوائية وخوذة الشمس وخوذة الفيل وخوذة الألياف المضغوطة) هي نوع من خوذة الشمس المصنوعة من مادة الألياف المضغوطة التي استخدمت كجزء من الزي العسكري من أجزاء مختلفة من القوات المسلحة الأمريكية خلال الفترة من 1934 حتى الآن. حتى عام 2017 لا تزال الخوذة يتم ارتدائها من قبل كوادر الولايات المتحدة كرمز للتميز في الرماية. الخوذة من الناحية الفنية ليست خوذة اللباب ولم تصنع من مواد اللباب. ومع ذلك بمعنى أعم من نمط التصميم فإن هذا النوع من خوذة الشمس صممت مثلها والتي يشار إليها باسم خوذة اللباب. بالإضافة إلى ذلك فإن الخوذة ليست خوذة قتال ولم تكن مصممة أصلا لحماية الرأس أثناء القتال. ومع ذلك استخدمت الخوذة في أوقات مختلفة في عقدي 1930 و1940 كجزء من المعدات القتالية في دور العرض.
تم استخدام خوذة الألياف بشكل تجاري قبعة للمدنيين وكذلك من قبل الجيش. في أوقات مختلفة تم استخدام الخوذة من قبل جميع فروع الخدمات بما في ذلك الشرطة العسكرية والطيارين البحريين وضباط وجند الصفوف والمسيرات العسكرية وحفلات التخرج والتدريب على القتال. الأكثر استخداما للخوذة كان من قبل قوات مشاة بحرية الولايات المتحدة وخصوصا خلال التدريب على الرماية. خلال الحرب العالمية الثانية تم استخدامها من قبل جميع الرتب في الخدمة البحرية. حتى عام 2017 فإنها الخوذة الأطول استخداما في التاريخ العسكري الأمريكي بعدما ارتداها الجنود في الحرب اليابانية الصينية الثانية والحرب العالمية الثانية والحرب الكورية وحرب فيتنام وغزو غرينادا وحرب الخليج الثانية.
على الرغم من طول عمر الخوذة في الخدمة فإنه لم يتم إعطاء الخوذة اسم محدد. معروفة رسميا باسم «خوذة الألياف الشمسية الجامدة». تم تصميم الخوذة في الأصل من قبل جيسي هولي. تم تصنيعها لأول مرة من قبل شركة منتجات هولي في سانت تشارلز بإلينوي وشركة هات الدولية في سانت لويس لعدة عقود في القرن 20. في عقد 1960 تم بناء نسخة معدلة من الخوذة بصب مادة البلاستيك بدلا من الألياف. ومع ذلك لا يزال التصميم ثابت.

## التاريخ

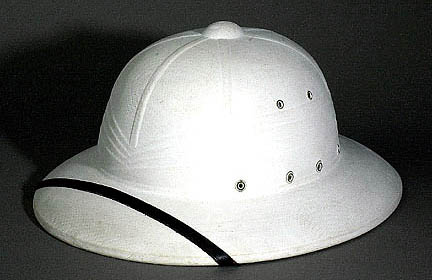
خوذة الرئيس هاري ترومان بالألياف الشمسية. الطيات الأربع هو نموذج منتجات هولي.

تم تصميم الخوذة بواسطة جيسي هولي في أوائل عقد 1930. صمم هولي لاحقا أول خوذة بالألياف جنبا إلى جنب مع شركة الألياف العامة وهي شركة تابعة لشركة هات الدولية. عرض هولي أو نموذج للخوذة على حكومة الولايات المتحدة في عام 1935 ومنح في وقت لاحق حق التصنيع في عام 1938.
كانت شركة هات الدولية أول مصنع للنموذج خلال الحرب العالمية الثانية للجيش الأمريكي بدءا من يونيو 1940 إلى 1946. بدأ الجيش الأمريكي بصناعة نموذج الحرب العالمية الثانية من خوذات الألياف من منتجات هولي في يناير 1941 وحتى يونيو 1942. خلال فترات الإنتاج الخاصة بها أنشئت منتجات هولي المنتجات 27751 خوذة ألياف للجيش في حين صنعت هات الدولية 27434 خوذة ألياف. الخوذة استبدلت في نهاية المطاف قبعة حملة التقليدية ولكن أكثر تكلفة.
في عام 1941 أمرت قوات مشاة البحرية الأمريكية بتصنيع 44 ألف خوذة مضادة للمياه من اللون الكاكي. صنعت أول خوذة لفرقة المارينز الأولى المنتشرة في خليج جوانتانامو بكوبا في عام 1941. أنتجت هات الدولية 20 ألف خوذة ألياف للبحرية مقابل 1.35 دولار أمريكي في حين تنتج منتجات هولي 24 ألف خوذة ألياف للبحرية بتكلفة قدرها 1.36 دولار أمريكي. في ديسمبر 1942 أمرت البحرية 100 ألف خوذة ألياف إضافية. شملت هذه 50 ألف إلى مستودع التموين في سان فرانسيسكو و25 ألف إلى ضاط الملابس في سان دييغو و25 ألف إلى مستودع التموين من فيلادلفيا.

## التصميم

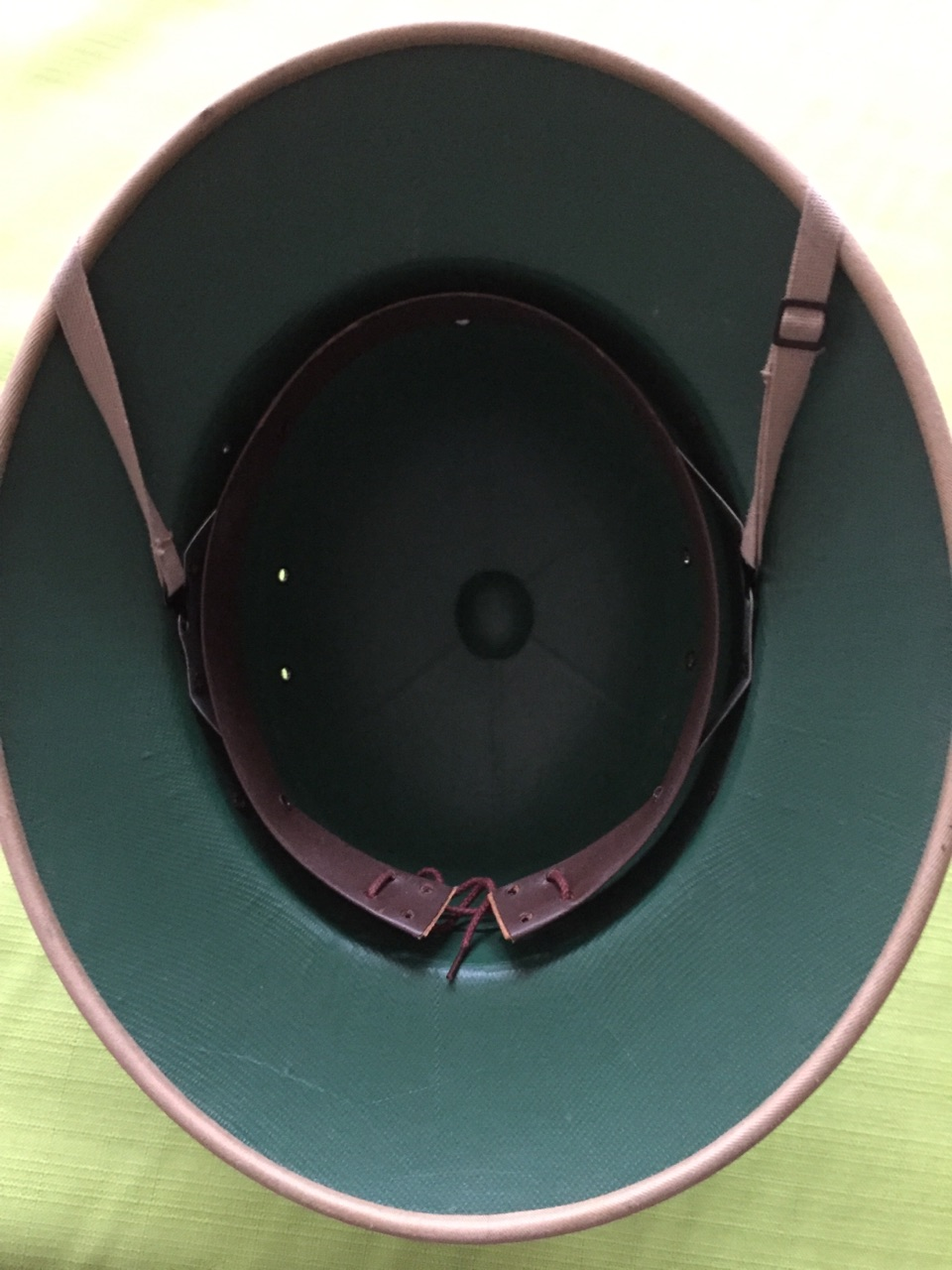
التصميم الداخلي لخوذة الألياف الشمسية شركة هات الدولية. يتميز نموذج الحرب العالمية الثانية ببطانة منفصلة على عكس النموذج الأصلي.

من المعروف أن خوذة الألياف الشمسية المضغوطة الأمريكية تتميز ببساطة التصميم والسماح بإنتاجها غزارة بسهولة. من المعالم الهامة في المفهوم الأصلي للخوذة أنها تتكون من قطعة واحدة فريدة. هذا ساعد كثيرا في جعل الخوذة مضادة للماء. مادة الألياف أبقت الخوذة خفيفة والجندي لا يشعر بثقل الخوذة. كان العائق الرئيسي في التصميم الحرارة. على الرغم من كونها مصممة وجود سلسلة من فتحات التهوية فإن الخوذة من الداخل تصبح ساخنة في الشمس. تم تصميم أشرطة للذقن لنموذج الحرب العالمية الثانية من قبل شركة الألياف العامة وشركة منتجات هولي ونفس بطانة الألياف المستخدمة في الخوذات الأصلية. تصميم إصدارات هات الدولية ومنتجات هولي متطابقة تقريبا. ومع ذلك فإن الفرق الحاسم هو أن في نموذج منتجات هولي فإن العمامة ها أربع طيات مع مساحة أوسع بينهما. القبة تشبه العمامة الهندية مع وشاح من الشاش الرقيق يلف الخوذة. خوذة هات الدولية لديها خمس طيات في القبة.
يصف مؤرخ الخوذات العسكري بيتر سوسيو تصميم خوذة الألياف:
خوذات الألياف الأصلية في عقد 1940 كانت بلون الكاكي. ومع ذلك تم إنتاج نسخة خضراء داكنة من الخوذات أثناء حرب فيتنام. تم استخدام خوذة بيضاء من قبل فيلق من الشرطة العسكرية في المناطق الاستوائية. استخدم هذا النموذج من خوذات الألياف في الأصل من قبل بحرية الولايات المتحدة.

## معرض الصور

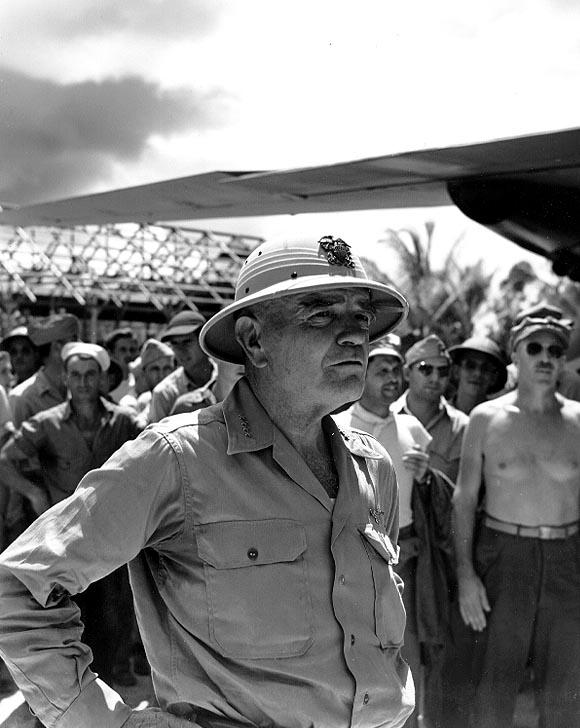
الأدميرال هالسي (1944) يرتدي خوذة الألياف الأمريكية.
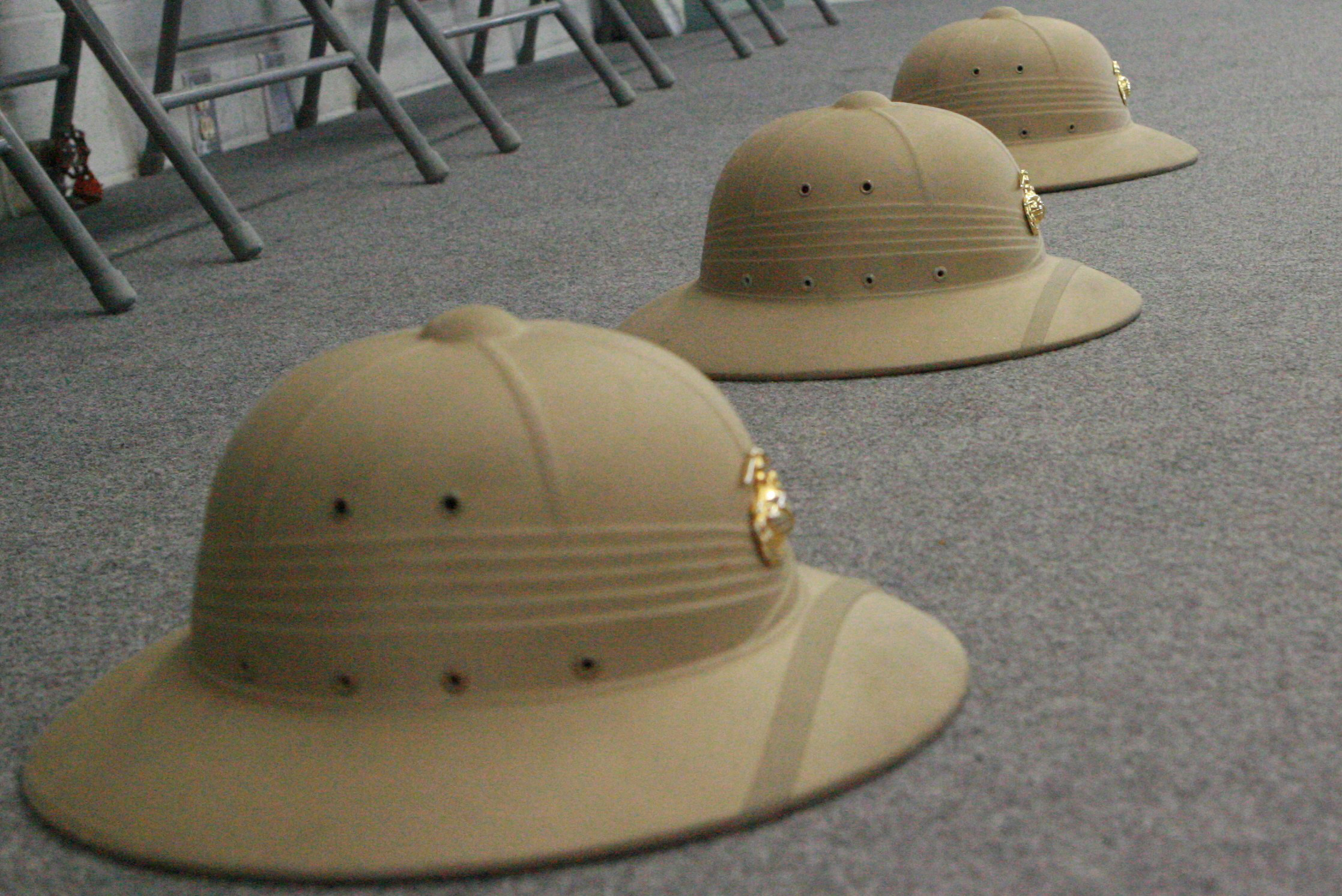
خوذات قوات مشاة البحرية الأمريكية حسب نموذج شركة هات الدولية في حفل تخريج مكافحة رماية ملعب فئة 01-10 وتقع في وحدة تدريب الرماية بمركز القتال.
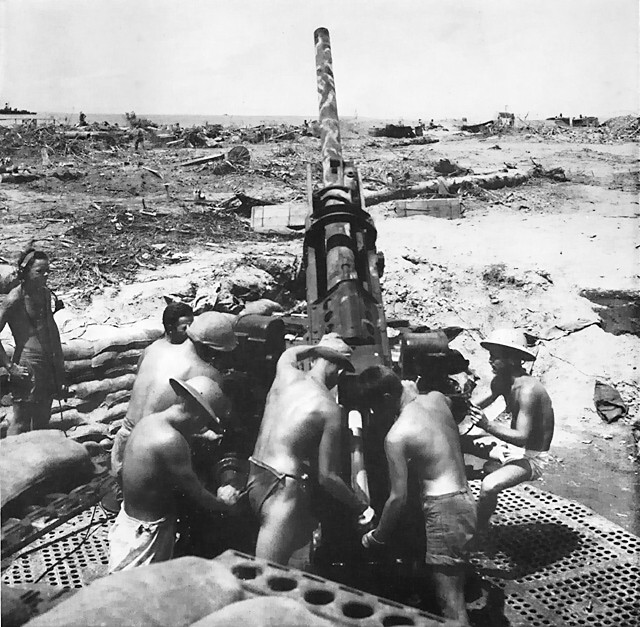
المدفعية المضادة للطائرات في كيب توروكينا.
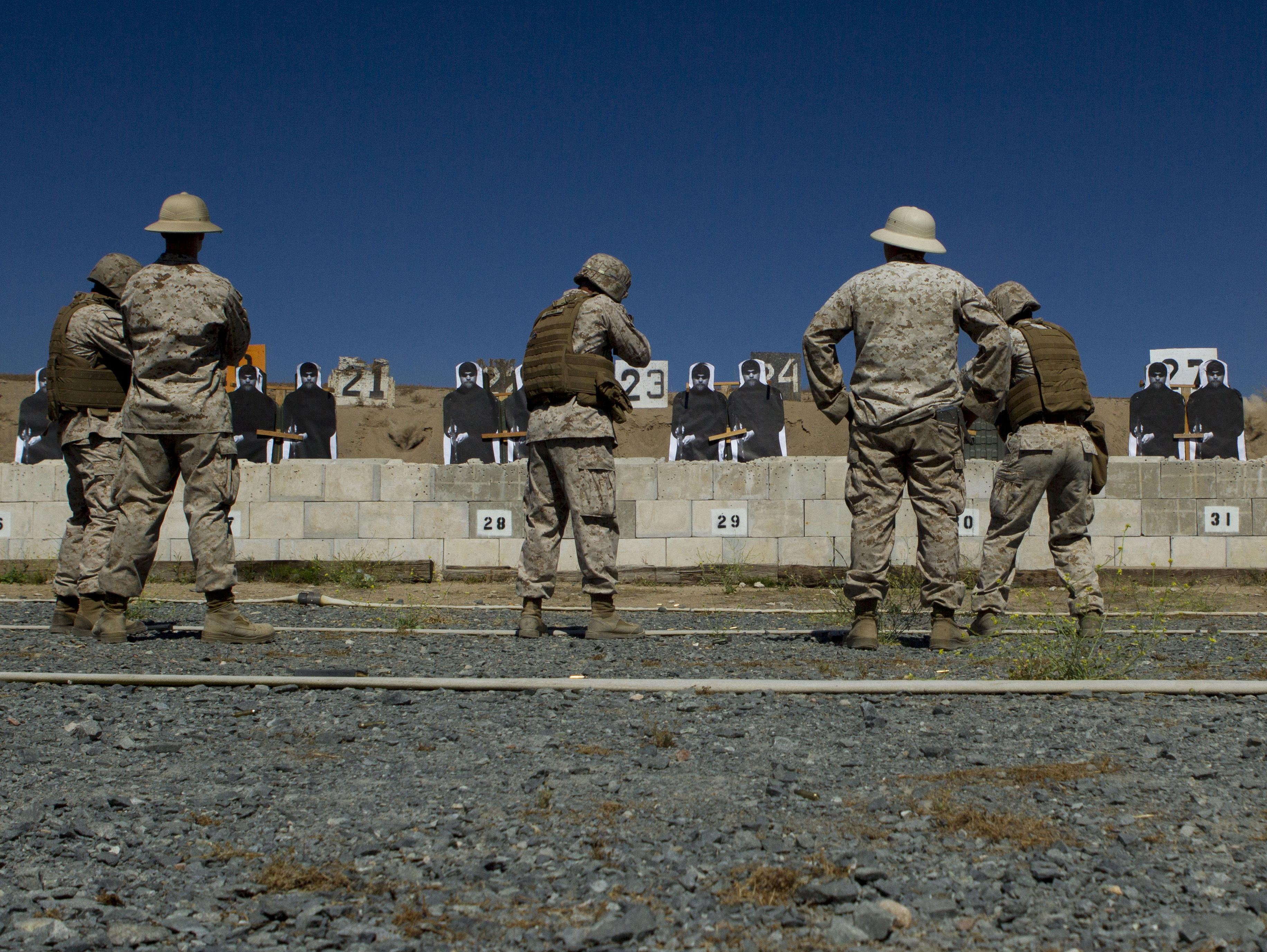
اشتباك مشاة البحرية مع الأهداف خلال دورة تدريب الرماية القتالية (2015) في مشاة بحرية ميرامار الجوية، كاليفورنيا.
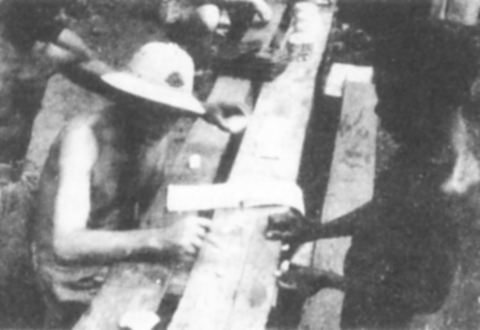
الميجور الأسترالي يدفع الأجور خلال حملة جوادالكانال.
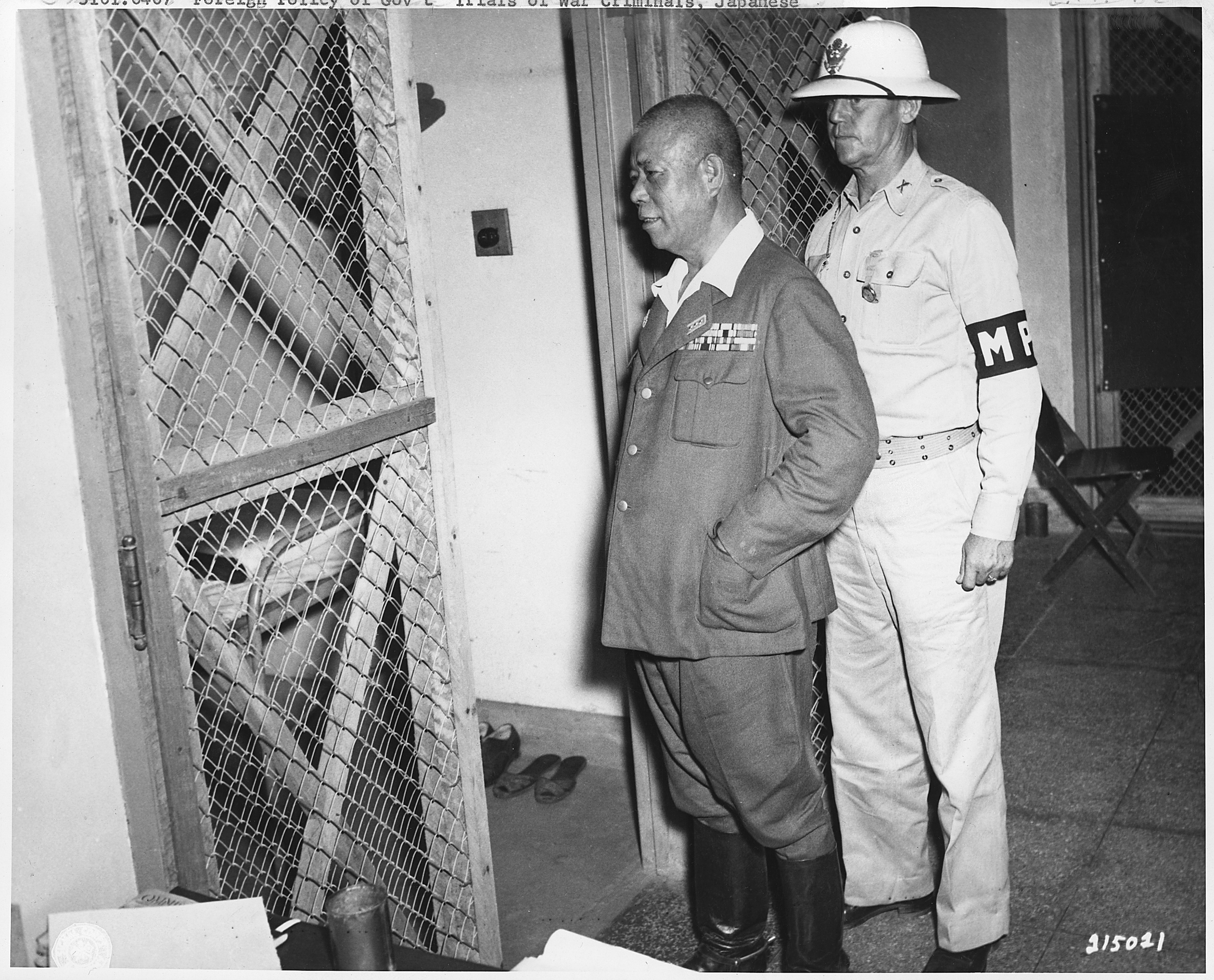
ضابط شرطة عسكري يرتدي خوذة الألياف الأمريكية يرافق الجنرال تومويوكي ياماشيتا خلال محاكمته بخصوص جرائم الحرب.
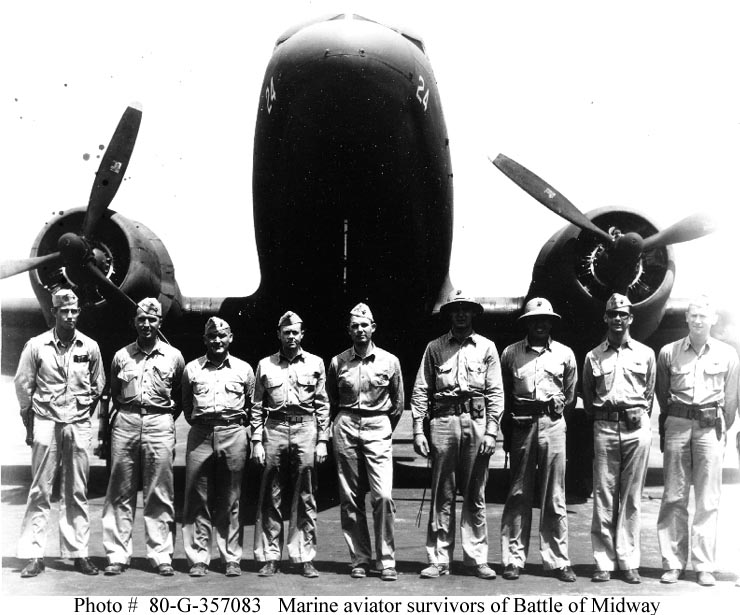
الناجين من معركة ميدواي.